# Melhania burchellii
Melhania burchellii är en malvaväxtart som beskrevs av Dc.. Melhania burchellii ingår i släktet Melhania och familjen malvaväxter. Inga underarter finns listade i Catalogue of Life.